# Cleistesiopsis bifaria
Cleistesiopsis bifaria là một loài thực vật có hoa trong họ Lan. Loài này được (Fernald) Pansarin & F.Barros mô tả khoa học đầu tiên năm 2008.